# غرانت إيفانز (مؤرخ)
غرانت إيفانز (بالإنجليزية: Grant Evans)‏ هو مؤرخ أسترالي، ولد في 1948، وتوفي في 16 سبتمبر 2014.